# Europeana
Europeana là một nền tìm kiếm trên những tài liệu của các thư viện châu Âu, gồm sách, tranh, phim và những tài liệu lưu trữ được số hóa. Đây là một dự án của Ủy ban châu Âu.
Thư viện ban đầu gồm khoảng 2 triệu tài liệu được số hóa, tất cả đều thuộc phạm vi công cộng. Trong số này hơn 50% do Pháp cung cấp, 10% từ Anh, 1.4% từ Tây Ban Nha, 1% từ Đức. Theo mục tiêu, thư viện số Europeana sẽ có khoảng 10 triệu tài liệu vào năm 2010. Giám đốc của dự án hiện nay là Jill Cousins.